# The Nothing
The Nothing é o décimo terceiro álbum de estúdio da banda de nu metal Korn, lançado em 13 de setembro de 2019. Foi produzido por Nick Raskulinecz. O portal Loudwire o elegeu como um dos 50 melhores discos de metal de 2019.

## Faixas
| N.º            | Título                        | Duração |  |
| 1.             | "The End Begins"              | 1:31    |  |
| 2.             | "Cold"                        | 3:46    |  |
| 3.             | "You'll Never Find Me"        | 3:41    |  |
| 4.             | "The Darkness Is Revealing"   | 3:40    |  |
| 5.             | "Idiosyncrasy"                | 4:39    |  |
| 6.             | "The Seduction of Indulgence" | 1:43    |  |
| 7.             | "Finally Free"                | 3:53    |  |
| 8.             | "Can You Hear Me"             | 2:53    |  |
| 9.             | "The Ringmaster"              | 3:01    |  |
| 10.            | "Gravity of Discomfor"        | 3:35    |  |
| 11.            | "H@rd3r"                      | 4:47    |  |
| 12.            | "This Loss"                   | 4:41    |  |
| 13.            | "Surrender to Failure"        | 2:21    |  |
| Duração total: | Duração total:                | 44:20   |  |

## Ficha técnica

### Korn
- Jonathan Davis - Vocal
- James Shaffer - Guitarra
- Brian Welch - Guitarra
- Reginald Arvizu - Baixo
- Ray Luzier - Bateria

### Produção
- Nick Raskulinecz - Produção